# Dionigi Bussola

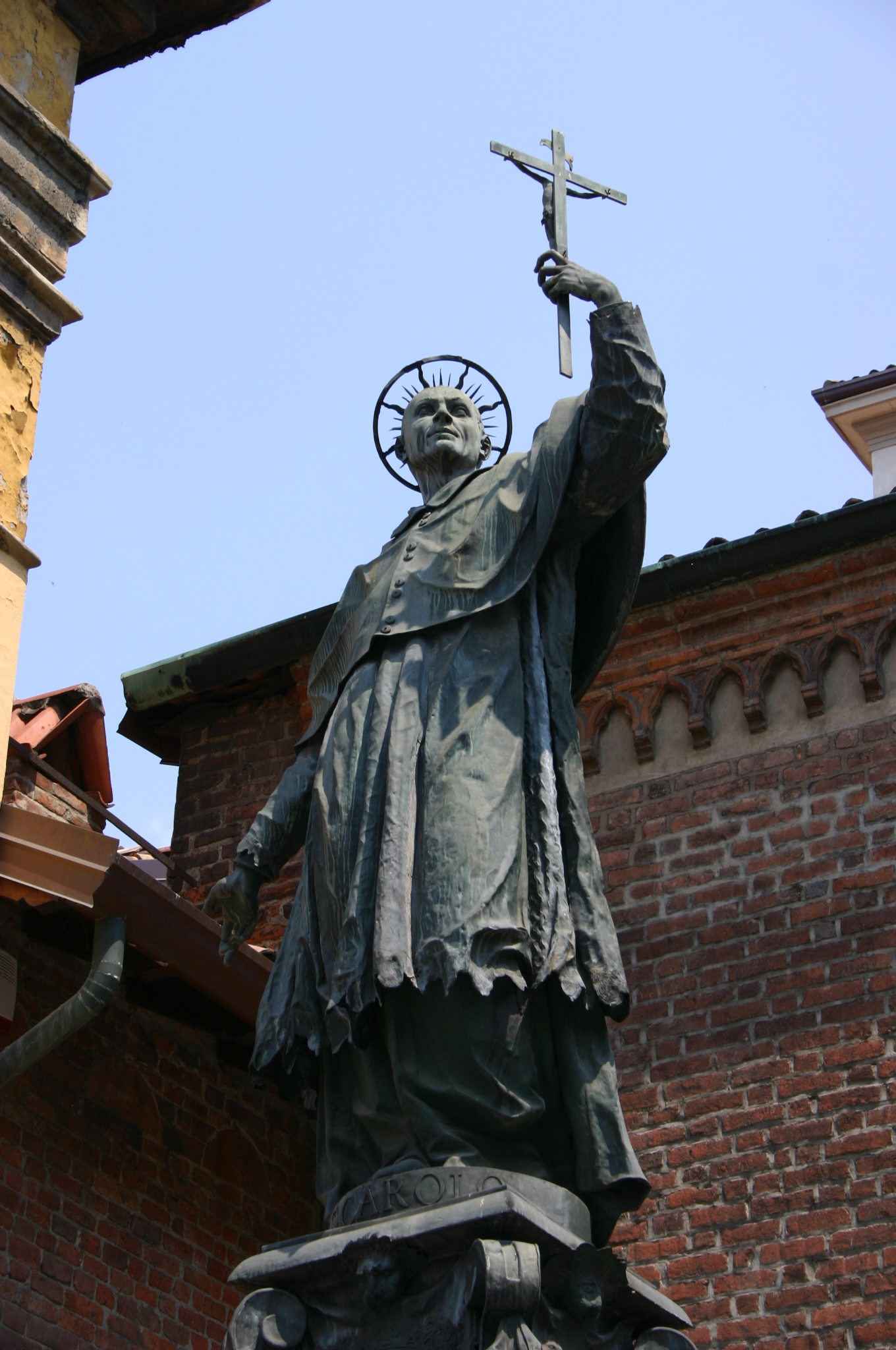
Dionigi Bussola - památník Karla Boromejského v Miláně.

Dionigi nebo Dionisio Bussola (března 1615 –15. září 1687 Milán) byl italský sochař, aktivní hlavně v Miláně a okolí v období baroka.
Narodil se pravděpodobně v Lombardii a studoval v Římě s Ercolem Ferratou. Roku 1645 se vrátil do Milána a pracoval na sochařské výzdobě milánská katedrály. Vytvořil také reliéfy z raného života Krista pro klášter Certosa di Pavia.
Dále je známý svou prací pro Sacro Monte, soubor církevních staveb na devíti místech severní Itálie . Během dvaceti let (1666-1684) pracoval na sacri monti v Orta San Giulio, Varallu, Varese, a Domodossole. Pro Sacro Monte v Ortu vytvořil stovky terakotových postav.
Bussola měl syna Cesara, který se narodil roku 1653, a který se také stal sochařem.